# Manny Trillo
Jesús Manuel Marcano Trillo (ur. 25 grudnia 1950) – wenezuelski baseballista, który występował na pozycji drugobazowego.

## Przebieg kariery
W styczniu 1968 podpisał kontrakt jako wolny agent z organizacją Philadelphia Phillies. Zawodową karierę rozpoczął w Huron Phillies (poziom Class A-Short Season), następnie w sezonie 1969 grał w Spartanburg Phillies (Class A).
W grudniu 1969 przeszedł do Oakland Athletics na zasadzie Rule 5 draft (draft, do którego przystępują zawodnicy organizacji klubu, niemieszczący się w 40-osobowej kadrze zespołu). Występy w organizacji rozpoczął w 1971 w Birmingham A's (Double-A). W 1972 był zawodnikiem Iowa Oaks (Triple-A), gdzie występował na drugiej i trzeciej bazie oraz na pozycji łącznika. W 1973 w Tucson Toros (Triple-A) grał wyłącznie na drugiej bazie. 28 czerwca 1973 został powołany do składu Oakland Athletics i tego samego dnia zadebiutował w Major League Baseball w meczu przeciwko Kansas City Royals, w którym zaliczył RBI single w swoim pierwszym podejściu do odbicia. Sezon 1974 rozpoczął od występów w Athletics, jednak po dwunastu występach, w których osiągnął średnią 0,100, został odesłany do Tucson. Ponowne powołanie na występy w MLB otrzymał we wrześniu i wystąpił w jednym meczu American League Championship Series przeciwko Baltimore Orioles.
W październiku 1974 w ramach wymiany zawodników przeszedł do Chicago Cubs i przez cztery sezony pełnił funkcję pierwszego drugobazowego zespołu. W 1977 po raz pierwszy wystąpił w Meczu Gwiazd. W lutym 1979 w ramach kolejnej wymiany przeszedł do Philadelphia Phillies i w tym samym roku po raz pierwszy w swojej karierze został wyróżniony spośród drugobazowych otrzymując Złotą Rękawicę. Po zakończeniu sezonu 1979 grał w występującym w LVBP zespole Leones del Caracas, z którym sięgnął po mistrzostwo kraju. W sezonie 1980 ustanowił rekord kariery osiągając średnią 0,292. W National League Championship Series, w których Phillies pokonali Houston Astros 3–2, w meczu numer 4 w pierwszej połowie dziesiątej zmiany zaliczył RBI double, które dało zwycięstwo Phillies i wyrównanie stanu serii, a w meczu numer 5 two-run triple i został wybrany najbardziej wartościowym zawodnikiem tej rywalizacji. W World Series Phillies pokonali Kansas City Royals i zdobyli pierwszy w historii klubu tytuł mistrzowski.
W grudniu 1982 został oddany do Cleveland Indians, zaś w sierpniu 1983 do Montreal Expos. Grał jeszcze w San Francisco Giants (1984–1985), Chicago Cubs (1986–1988) i Cincinnati Reds (1989), w którym zakończył karierę zawodniczą. W późniejszym okresie był między innymi członkiem sztabu szkoleniowego organizacji Chicago Cubs, Philadelphia Phillies, Milwaukee Brewers, New York Yankees i Chicago White Sox. W 2007 został uhonorowany członkostwem w Wenezuelskiej Galerii Sław Baseballu (Salón de la Fama y Museo del Béisbol Venezolano).

## Nagrody i wyróżnienia
| Nagroda/wyróżnienie         | Lata                   | Źródło |
| 4× All-Star                 | 1977, 1981, 1982, 1983 | [ 1 ]  |
| 3× Gold Glove Award         | 1979, 1981, 1982       | [ 1 ]  |
| 2× Silver Slugger Award     | 1980, 1981             | [ 1 ]  |
| 2× zwycięzca w World Series | 1974, 1980             | [ 3 ]  |
| NLCS MVP                    | 1980                   | [ 3 ]  |